# Cerrophidion petlalcalensis
Cerrophidion petlalcalensis là một loài rắn trong họ Rắn lục. Loài này được Lopéz-Luna Vogt & Torre-Loranca miêu tả khoa học đầu tiên năm 1999.